# Sojuz TM-8
Sojuz TM-8 (ryska: Союз ТM-8) var en flygning i det sovjetiska rymdprogrammet. Flygningen gick till rymdstationen Mir. Farkosten sköts upp med en Sojuz-U2-raket från Kosmodromen i Bajkonur den 5 september 1989. Farkosten dockade med rymdstationen den 7 september 1989. När det var 4 meter kvar till dockning fallerade dockningsdatorn, varför Viktorenko dockade manuellt.
Den 12 december 1989 flyttades farkosten från Kvant-1-modulens dockningsport till stationens främre dockningsport.
Farkosten lämnade rymdstationen den 19 februari 1990. Några timmar senare återinträdde den i jordens atmosfär och landade i Sovjetunionen.